# Bennettiodendron leprosipes
Bennettiodendron leprosipes là một loài thực vật có hoa trong họ Liễu. Loài này được (Clos) Merr. mô tả khoa học đầu tiên năm 1927.